# Чемпіонат Швейцарії з хокею 1978
Чемпіонат Швейцарії з хокею 1978 — 67-й чемпіонат Швейцарії з хокею (Національна ліга А). Чемпіонат пройшов за формулою минулих чемпіонатів, команди зіграли між собою по 4 матчі. За підсумками чотирьох кіл виявили чемпіона, ХК «Біль» (1 титул). НЛА покинув ХК Амбрі-Піотта, який вибув до НЛБ.

## Підсумкова таблиця
| М  | Команда         | І  | Пер | Н | Пор | ШЗ  | ШП  | О  |
| -- | --------------- | -- | --- | - | --- | --- | --- | -- |
| 1. | ХК «Біль»       | 28 | 19  | 3 | 6   | 159 | 93  | 41 |
| 2. | ХК «Лангнау»    | 28 | 19  | 2 | 7   | 158 | 98  | 40 |
| 3. | СК «Берн»       | 28 | 17  | 4 | 7   | 162 | 95  | 38 |
| 4. | ХК «Клотен»     | 28 | 14  | 3 | 11  | 114 | 105 | 31 |
| 5. | ХК «Ароза»      | 28 | 11  | 3 | 14  | 96  | 98  | 25 |
| 6. | «Ла Шо-де-Фон»  | 28 | 10  | 2 | 16  | 116 | 138 | 22 |
| 7. | ХК «Сьєр»       | 28 | 8   | 4 | 16  | 103 | 162 | 20 |
| 8. | ХК Амбрі-Піотта | 28 | 3   | 1 | 24  | 87  | 206 | 7  |

## Найкращі бомбардири
1. Джованні Конте (СК «Берн») - 52 очка (36+16)
2. Стів Латіновіч (ХК «Біль») - 50 очок (30+20)
3. Річмонд Госллен («Ла Шо-де-Фон») — 50 очок (28+22)
4. Серж Мартель (СК «Берн») - 49 очок (26+23)